# Krasne, Konotop
Krasne (în ucraineană Красне) este localitatea de reședință a comunei Krasne din raionul Konotop, regiunea Sumî, Ucraina.

## Demografie
Componența lingvistică a localității Krasne
     Ucraineană (97,9%)
     Rusă (2,1%)
Conform recensământului din 2001, majoritatea populației localității Krasne era vorbitoare de ucraineană (97,9%), existând în minoritate și vorbitori de rusă (2,1%).